# NEOかしまし娘
NEOかしまし娘（ネオかしましむすめ）は、日本の女性アイドルグループである。
アイドルグループ・チェキッ娘のグループ内ユニットとして、1999年に結成。同年3月31日に下川みくにがチェキッ娘を卒業したため、活動を停止。11月3日のチェキッ娘の「旅立ち LIVE」をもって活動を終了した。このグループ名の名付け親はダウンタウンの松本人志。

## メンバー
- 下川みくに
- 熊切あさ美（くまきりあさ美）
- 町田恵

## 音楽
- ハダカになりたい（作詞・作曲：高橋研／編曲：亀田誠治）

チェキッ娘の2ndシングル「はじまり」のカップリング曲
チェキッ娘のアルバム「CXCO」及び「Best Memories」に収録